# 聖克里斯托瓦爾庫喬
聖克里斯托瓦爾庫喬（西班牙語：San Cristóbal Cucho），是危地馬拉的城鎮，位於該國西南部，由聖馬科斯省負責管轄，面積56平方公里，海拔高度2,462米，2002年人口13,928，人口密度每平方公里248.71人。